# 米尼翁河畔托里尼
米尼翁河畔托里尼（法語：Thorigny-sur-le-Mignon，法語發音：[tɔʁiɲi syʁ lə miɲɔ̃]）是法国德塞夫勒省的一个旧市镇，属于尼奥尔区。2019年，米尼翁河畔托里尼与临近的2个市镇合并为新市镇瓦勒迪米尼翁。

## 地理
米尼翁河畔托里尼（46°9'10"N, 0°33'11"W）面积5.26 平方千米，位于法国新阿基坦大区德塞夫勒省，该省份为法国西部内陆省份，北起曼恩-卢瓦尔省，西接旺代省，南至夏朗德省和滨海夏朗德省，东临维埃纳省。
与米尼翁河畔托里尼接壤的市镇（或旧市镇、城区）包括：米尼翁河畔德伊、普里塞-拉沙里耶尔、普里耶尔、于索。

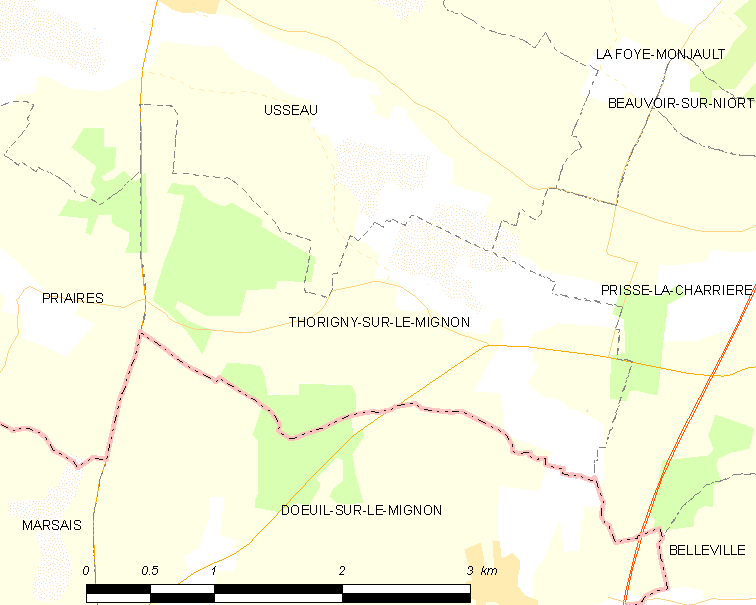
米尼翁河畔托里尼的OSM定位图

米尼翁河畔托里尼的时区为UTC+01:00、UTC+02:00（夏令时）。

## 行政
米尼翁河畔托里尼的邮政编码为79360，INSEE市镇编码为79328。

## 政治
米尼翁河畔托里尼所属的省级选区为米尼翁-布托讷县。

## 人口

1962-2008年间米尼翁河畔托里尼人口变化图示

米尼翁河畔托里尼于2018年1月1日时的人口数量为95人。